# Bruce Simpson
Bruce Simpson (* 6. März 1950 in Toronto) ist ein ehemaliger kanadischer Stabhochspringer.
1970 wurde er Fünfter bei den British Commonwealth Games in Edinburgh, und 1971 gewann er Bronze bei den Panamerikanischen Spielen in Cali.
Bei den Olympischen Spielen 1972 in München kam er auf den fünften Platz.
1975 holte er Silber bei der Universiade und bei den Panamerikanischen Spielen in Mexiko-Stadt. Im Jahr darauf erreichte er bei den Olympischen Spielen 1976 in Montreal das Finale, in dem er jedoch ohne gültigen Versuch blieb.
1977 wurde er Siebter beim Leichtathletik-Weltcup in Düsseldorf, und 1978 siegte er bei den Commonwealth Games in Edmonton. 1979 folgte einem Sieg bei den Panamerikanischen Spielen in San Juan ein vierter Platz beim Leichtathletik-Weltcup in Montreal.
Mit einem vierten Platz bei den Commonwealth Games 1982 in Brisbane beendete er seine internationale Karriere.
Siebenmal wurde er kanadischer Meister (1970–1972, 1975, 1980–1982). Seine persönliche Bestleistung von 5,38 m stellte er am 13. Februar 1976 in Toronto auf.